# بانزر شريك
بانزرشريك (بالألمانية: Panzerschreck) كان ذلك هو الاسم السائد للبندقية القاذفة المضادة للدروع (بالألمانية: Raketenpanzerbüchse)، وهو مطلق يستخدم عدة مرات لإطلاق قذائف مضادة للدورع طورته الألمان في الحرب العالمية الثانية.  وتم استدخدامه حتى نهاية الحرب العالمية الثانية وكان هناك كنية أخرى هي ("موقد الأنابيب") (بالألمانية: Ofenrohr).
وقد أعطي هذا السلاح للمشاة لزيادة قدرتهم على مواجهة الدبابات ودروع العدو. وكان السلاح يُسند على الكتف ويطلق قنابل مدفوعة بصواريخ مجنحة وعليه رأس حربي متفجر. وقد تم صنعها بأعداد أقل من البانزر فاوست (بالألمانية: Panzerfaust) (بالعربية: القبضة المدرعة) الأكثر فاعلية والذي كان عبارة عن بندقية مضادة للدبابات عديمة الارتداد تستخدم مرة واحدة فقط.